# Hyposiccia amnaea
Hyposiccia amnaea là một loài bướm đêm thuộc phân họ Arctiinae, họ Erebidae.